# Andrena ponomarevae
Andrena ponomarevae är en biart som beskrevs av Osytshnjuk 1983. Andrena ponomarevae ingår i släktet sandbin, och familjen grävbin. Artens utbredningsområde är Europa och norra Asien. Inga underarter finns listade i Catalogue of Life.